# نجم الكلب (قصة قصيرة)
نجم الكلب  هي قصة قصيرة من الخيال العلمي نشرت عام 1962  للكاتب البريطاني آرثر سي كلارك حول عالم الفلك وكلبه لايكا. كما نُشرت القصة تحت عنوان «كلب القمر».

## ملخص القصة
يستيقظ عالم فلك على قاعدة قمرية من حلم ينبح فيه كلبه، لايكا. كل ما نعرفه في هذه المرحلة هو أن الراوي يشعر بالفزع بما يكفي لإبقائه مستيقظًا. ثم يذكر أنه لو عاد للنوم لكان قد مات.
و سرعان ما يعود بذكرياته إلى الوراء عندما وجد لايكا على جانب الطريق منذ سنوات، وكيف نما ولعه بها بعد أن نبهته بوقوع زلزال، وأنقذت حياته. عندما حان الوقت لمغادرة الأرض ومواصلة دراسته على القمر، تخلى عن لايكا لزميله الموظف الدكتور أندرسون.
فقد خرج من الذكريات في الوقت المناسب تمامًا ليطلق حالة تأهب لزلزال قمري، وبفضل تحركه السريع، لم يقتل سوى اثنين من زملائه من أفراد الطاقم.
ثم يتذكر كلبه الميت، مدركًا أن لايكا لم تتمكن من انقاذه حقًا، فقد تم ابعادها لمدة 5 سنوات بحاجزًا لا يمكن لأي رجل أو كلب تجاوزه (موتها).
لقد كان عقله الباطن الذي لا ينام أبدًا والذي يستشعر الهزات، عندها عرف كيف يوقظه بجعله يحلم بنباح لايكا كما فعلت في الزلزال السابق. وهكذا تنتهي بفكرة الرابطة الخارقة للطبيعة بين الراوي ولايكا.

## روابط خارجية
- ُنجم الكلب عنوان مُدرج في قاعدة بيانات الخيال التأملي على الإنترنت
- "Moon Dog" on the Internet Archive